# Pseudosorghum
Pseudosorghum es un género de plantas herbáceas de la familia de las poáceas. Es originario de  India a Malasia.

## Especies
- Pseudosorghum fasciculare
- Pseudosorghum hildebrandtii
- Pseudosorghum zollingeri